# رود تیم، منچستر بزرگ
رود تیم (به انگلیسی: River Tame) رودی در کشور انگلستان است.
این رود که در شهرستان منچستر بزرگ جریان دارد از یورک‌شر غربی سرچشمه میگیرد و پس از طی ۴۷.۷ کیلومتر به رود مرزی می‌ریزد. رود تیم در ارتفاع ۴۰ متری از سطح دریا قرار دارد.

## نگارخانه

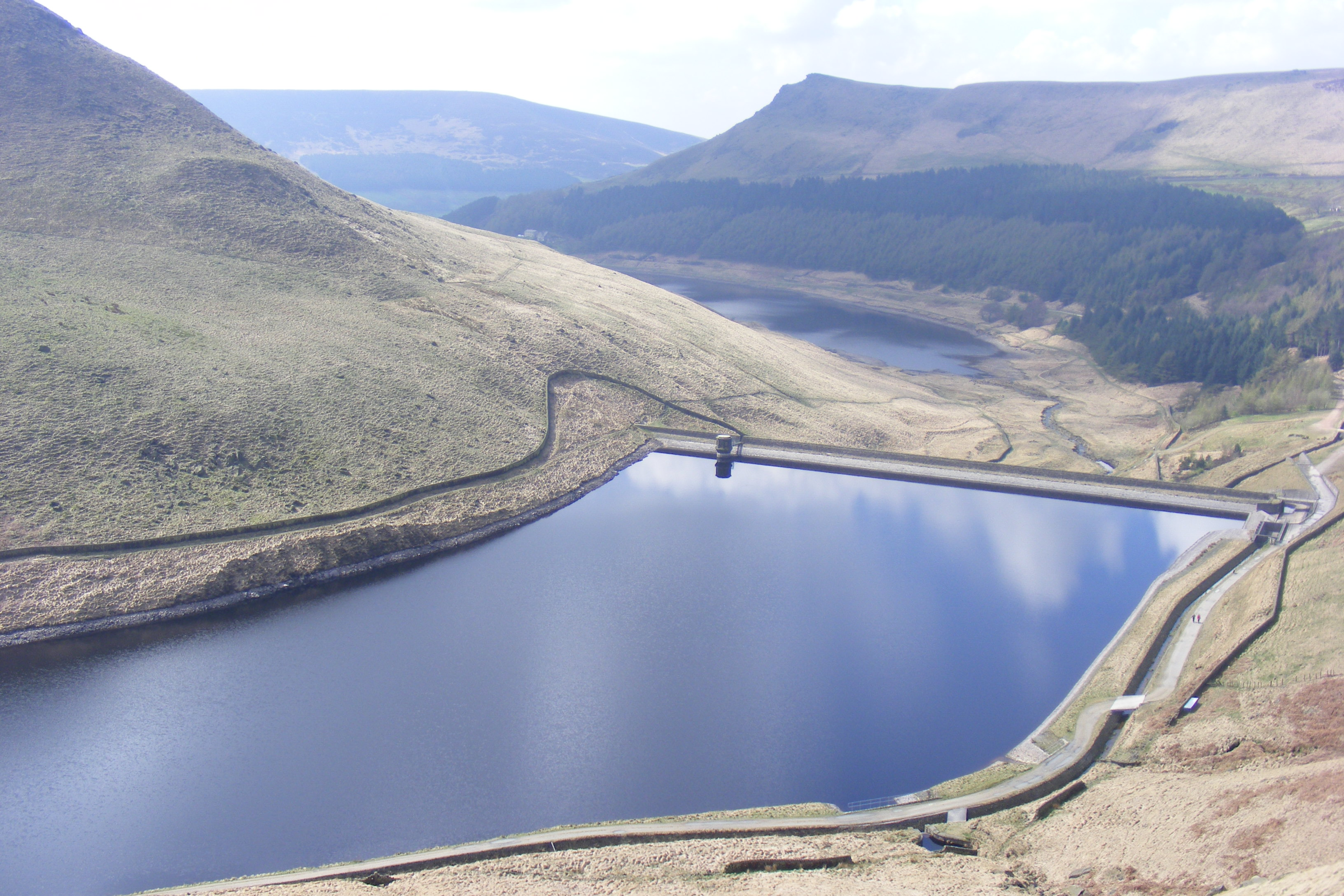
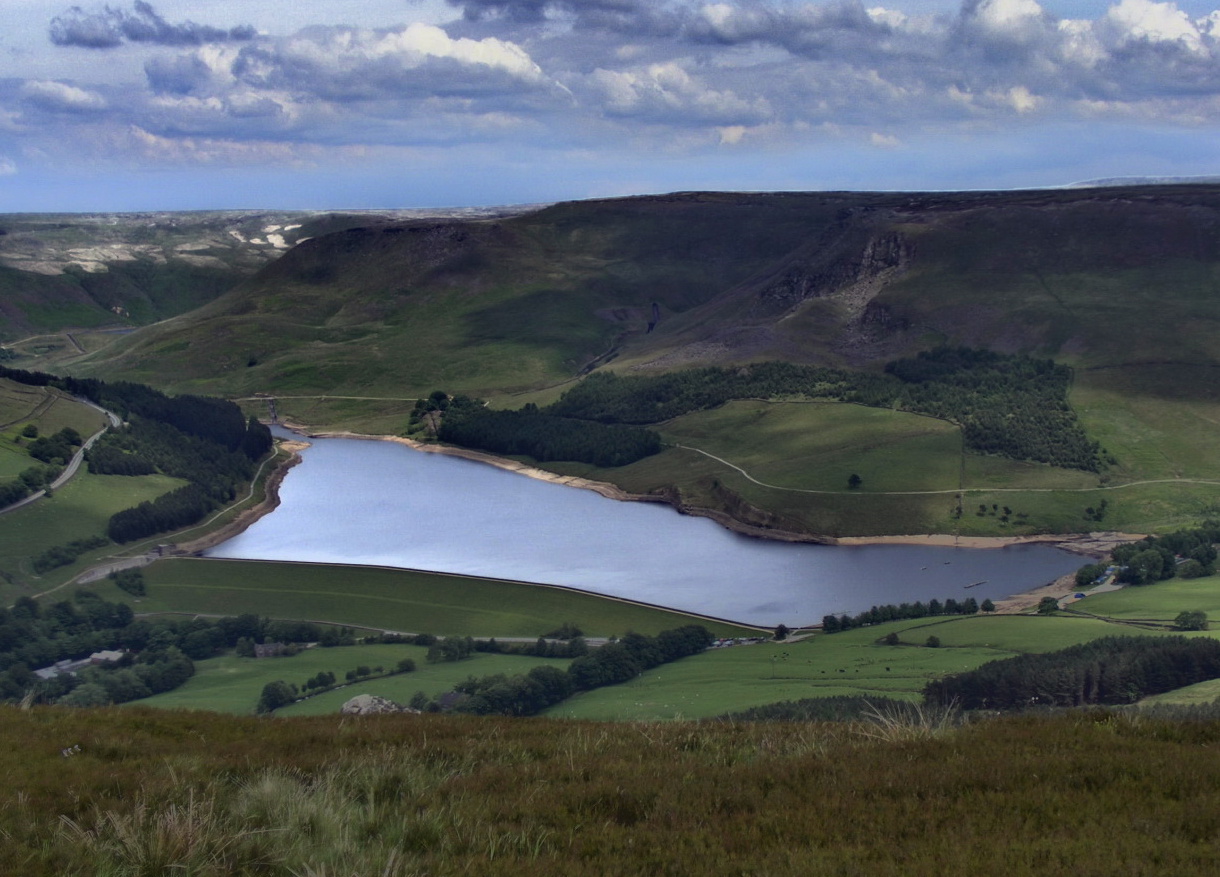
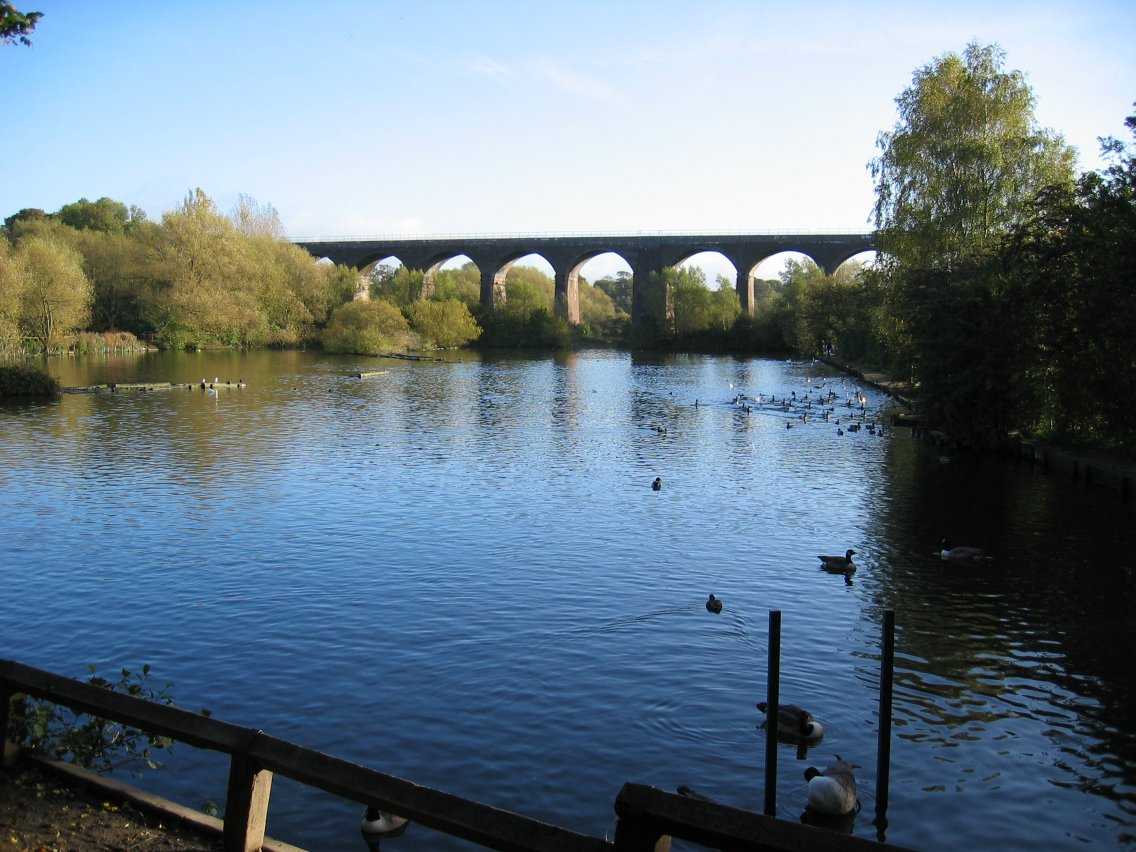
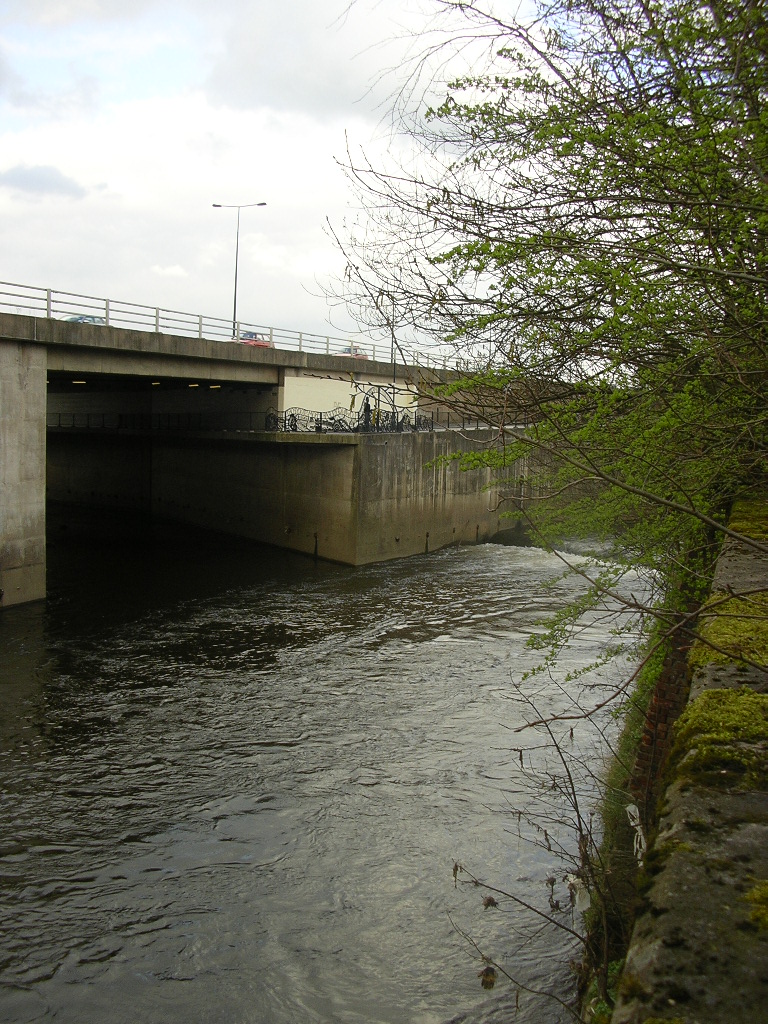